# Virola divergens
Virola divergens là một loài thân gỗ thuộc họ Myristicaceae. Khi trưởng thành nó đạt chiều cao đến 25m. Quả có dạng gần như khối cầu hoặc khối elip, dài 18–38 mm và đường kính 16–33 mm, tạo thành chùm từ 4 đến 8 quả.